# Fromont
Fromont település Franciaországban, Seine-et-Marne megyében. Lakosainak száma 230 fő (2022. január 1.). Fromont Rumont, Desmonts, Orville, Amponville, Boulancourt, Burcy és Guercheville községekkel határos.

## Népesség
A település népességének változása:
| Lakosok száma | 207  | 226  | 240  | 239  | 242  | 247  | 241  | 236  | 230  |
|               | 2013 | 2015 | 2016 | 2017 | 2018 | 2019 | 2020 | 2021 | 2022 |